# Eurhynchium asperisetum
Eurhynchium asperisetum är en bladmossart som beskrevs av Edwin Bunting Bartram 1939. Eurhynchium asperisetum ingår i släktet sprötmossor, och familjen Brachytheciaceae. Inga underarter finns listade i Catalogue of Life.